# Marlboro

Il logo di Marlboro

Marlboro è un marchio statunitense di sigarette prodotte a partire dal 1924 da quella che allora era la Philip Morris & Co., Ltd. E Inc., e oggi prodotte e commercializzate dalla Philip Morris USA (sussidiaria dello statunitense Gruppo Altria) per quanto riguarda il mercato USA, e dalla Philip Morris International Inc. per quanto riguarda il resto del mondo.

## Storia
Philip Morris, un fabbricante di sigarette con sede a Londra, aprì una filiale a New York per vendere molti dei suoi marchi di sigarette. Il marchio "Marlboro" fu registrato negli Stati Uniti nel 1908, anche se nessuna sigaretta fu commercializzata con questo nome fino al 1923. Nel 1924 fu lanciato il marchio. Sono state inizialmente commercializzate come "America's luxury cigarette" e vendute principalmente in hotel e resort.
Il nome deriva da una strada di Londra, Great Marlborough Street, dove Philip Morris aveva una fabbrica di sigarette. Intorno al 1930, le sigarette Marlboro venivano pubblicizzate come sigarette da donna, con lo  slogan "Mild As May". Negli anni '30 la pubblicità si basava principalmente sul fatto che la sigaretta con il filtro era considerata femminile. A tal fine, il filtro aveva una fascia rossa avvolta attorno a sé per nascondere le macchie di rossetto.
Poco prima della seconda guerra mondiale, le vendite del marchio ristagnarono a meno dell'1% delle vendite di tabacco negli Stati Uniti e furono ritirate brevemente dal mercato. Dopo la guerra, Camel, Lucky Strike e Chesterfield erano le uniche sigarette in commercio.
Negli anni '50, dopo uno studio scientifico che collegava il fumo al cancro del polmone, la Philip Morris riposizionò la Marlboro come sigaretta da uomo per adattarsi a una nicchia di mercato di uomini che erano preoccupati per il cancro al polmone. All'epoca le sigarette filtrate erano considerate più sicure delle sigarette non filtrate, ma fino a quel momento erano state commercializzate solo per le donne. Gli uomini all'epoca indicarono che, mentre avrebbero preso in considerazione il passaggio a una sigaretta filtrata, erano preoccupati di essere visti fumare una sigaretta indirizzata alle donne.
Il pacchetto rosso e bianco è stato progettato dal designer Frank Gianninoto: sopra allo stemma c'era la scritta in latino Veni, vidi, vici ("Venni, vidi, vinsi"), di Giulio Cesare. Il riposizionamento di Marlboro come sigaretta da uomo è stato gestito dall'inserzionista di Chicago Leo Burnett. La campagna proposta doveva presentare una schiera di figure virili: capitani di mare, sollevatori di pesi, corrispondenti di guerra, operai edili, ecc. Il cowboy doveva essere stato il primo di questa serie.
La quota di mercato di Marlboro passò da meno dell'1%, al quarto marchio più venduto. Questo convinse Philip Morris a lasciare la campagna di figure virili come il cowboy, più tardi conosciuto come Marlboro Man. Dal 1963, la pubblicità televisiva utilizzava il tema di Elmer Bernstein da The Magnificent Seven.
Nel 1972, Marlboro divenne la marca di tabacco più venduta al mondo. 
Per conformarsi a una sentenza contraria del 2006 negli Stati Uniti, Philip Morris impedì di usare parole come Ultra-Lights, Medium, Mild, o qualsiasi designazione simile che desse la falsa impressione che fossero più sicure delle normali sigarette. Quindi Marlboro e le altre compagnie di sigarette iniziarono ad usare colori o altri nomi per indicare i tipi di sigarette; ad esempio, Marlboro Lights ora si chiama Marlboro Gold Pack.

## Confezione

Primo design delle confezioni di Marlboro

Il marchio Marlboro si caratterizza attraverso uno stile minimale, diventato ormai iconico. La confezione originale era piuttosto semplice, bianca con scritte nere. Il secondo design, quello ancora in uso sebbene con piccole modifiche stilistiche, fu ideato nel 1955 dal designer americano Frank Gianninoto. La principale innovazione fu l'ideazione della scatola in cartoncino rigido, confezione che venne poi utilizzata per molti altri marchi, che permetteva una apertura e chiusura rapida, a sostituire la tradizionale confezione in carta morbida.

## Logo
Il logo, ispirato allo stile della Campbell Soup si basa sull'uso dei colori rosso, bianco e nero: un triangolo bianco su sfondo rosso e il nome del prodotto, scritto con carattere Neo Contact in nero, con la "l" e la barra scendente della "b" più lunghe per formare sullo sfondo il profilo di una sigaretta. Centralmente v'è lo stemma della Philip Morris per dare un tono elegante. In una prova precedente, chiamata "Logical pack", al posto dello stemma v'era una sigaretta; in un'altra lo stemma era posto sotto la "l" e la "b" del marchio. Lo stile semplice doveva risultare moderno ed essere riconoscibile sugli schermi poco nitidi dei televisori degli anni '50.

## Prodotti venduti in Italia
In Italia, Philip Morris commercializza con il marchio Marlboro i seguenti prodotti del tabacco; ciascuno è contrassegnato da un codice (riportato in piccolo accanto al nome del marchio) per l'ordine presso le tabaccherie

### Sigarette
Soft: pacchetto morbido

Pocket Pack: sigarette corte

100's: sigarette lunghe
- Marlboro (Red), le originali con pacchetto bianco con il logo della marca a forma di triangolo bianco rialzato verso l'alto che si inserisce nella parte superiore rosso acceso del pacchetto; confezionate in pacchetti duri da 20 pezzi,  sono disponibili anche nelle varianti Soft, Pocket Pack (disponibile a sua volta con pacchetto duro o morbido) e 100's.
- Marlboro Mix (precedentemente chiamate MX4, e ancor prima Medium), pacchetto bianco, il triangolo del logo è più ristretto. Sono le Marlboro medie, di sapore amaro e acre; sono confezionate in pacchetti da 20 pezzi.

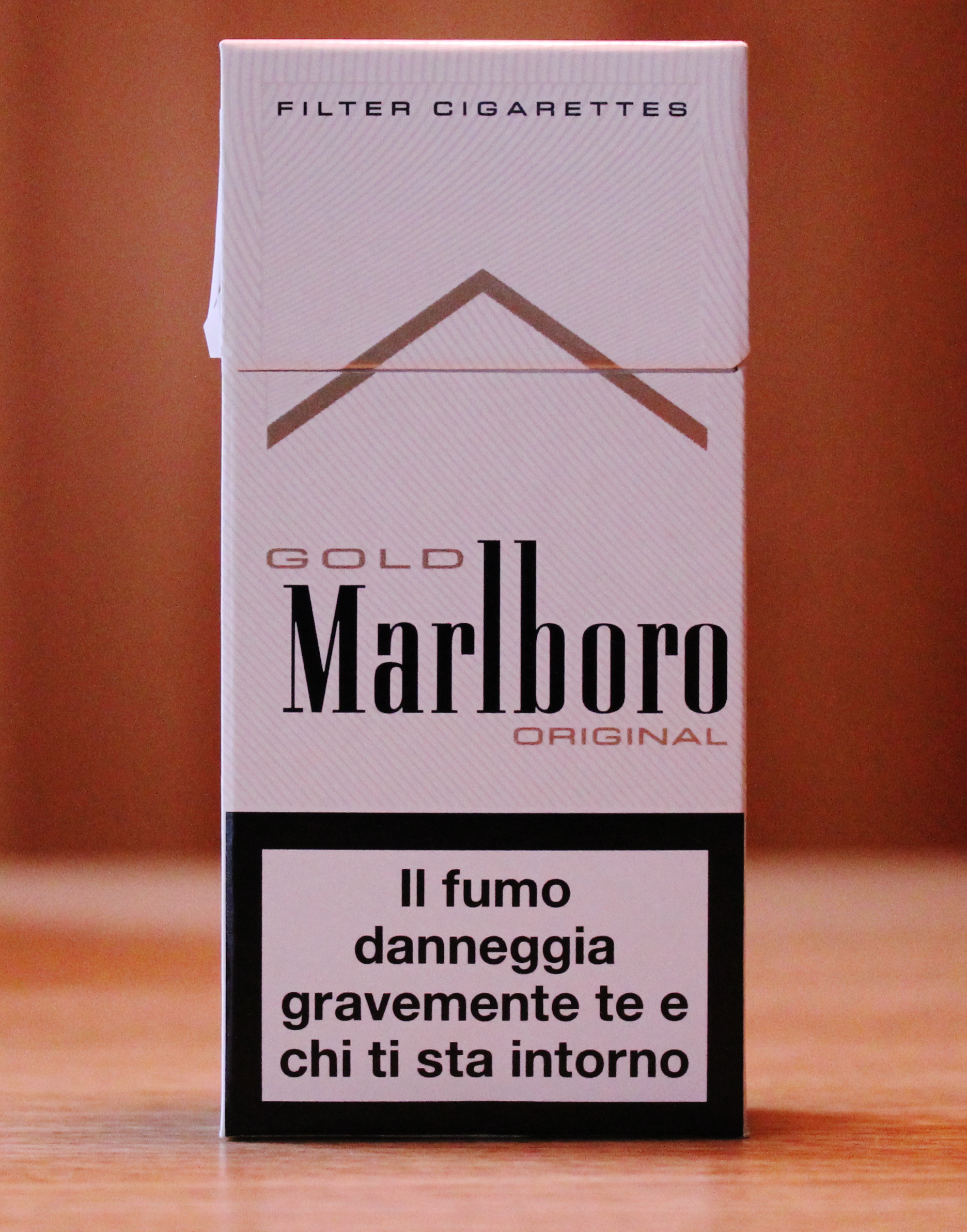
Un pacchetto da 10 di Marlboro Gold, non più in vendita.

- Marlboro Gold (un tempo chiamate Light), con pacchetto bianco e il triangolo del logo color oro e di dimensioni ridotte rispetto alle rosse; hanno meno catrame, nicotina e monossido di carbonio; confezionate in pacchetti duri da 20 pezzi, sono disponibili anche nelle varianti Soft, Pocket Pack (disponibile a sua volta con pacchetto duro o morbido) e 100's.

- Marlboro Silver Blue (Ultra Light), introdotte dal 1º gennaio 2013, con pacchetto bianco e il triangolo del logo azzurro, rispetto alle Marlboro Gold hanno meno catrame, nicotina e monossido di carbonio; sono confezionate in pacchetti da 20 pezzi.
- Marlboro Platinum (un tempo chiamate Prime), la variante più leggera di tutta la gamma con 1 mg di catrame, 0,1 mg di nicotina e 2 mg di monossido di carbonio; sono confezionate in pacchetti da 20 pezzi.
- Marlboro Line Gold (un tempo chiamate Gold Slims), sigarette super slim; sono confezionate in pacchetti sottili da 20 pezzi.
- Marlboro Line Blue (un tempo chiamate Blue Slims), rispetto alle Line Gold hanno meno catrame, nicotina e monossido di carbonio; sono confezionate in pacchetti da 20 pezzi.
- Marlboro Touch, il sapore delle Marlboro rosse in una sigaretta di minore diametro e lunghezza rispetto alle sigarette tradizionali; sono confezionate in pacchetti compatti da 20 pezzi.
- Marlboro Gold Touch, sigarette appena più leggere rispetto alle Gold e caratterizzate da un diametro minore rispetto alle sigarette tradizionali; sono confezionate in pacchetti compatti da 20 pezzi.
- Marlboro Silver Touch, sigarette ultraleggere caratterizzate da un diametro minore rispetto alle sigarette tradizionali; sono confezionate in pacchetti compatti da 20 pezzi.
- Marlboro Advance Blue, introdotte nel 2016, con filtro ai carboni attivi; sono confezionate in pacchetti blu acceso da 20 pezzi dotati di sistema salva freschezza a sigillatura automatica. Non sono più disponibili attualmente nel mercato italiano.
- Marlboro Advance Touch, le stesse caratteristiche delle Advance Blue in una sigaretta più sottile; sono confezionate in pacchetti compatti blu acceso da 20 pezzi dotati di sistema salva freschezza a sigillatura automatica.
- Marlboro Regular (precedentemente chiamate Compact), più corte delle normali e all'incirca con lo stesso quantitativo totale di nicotina delle Marlboro Gold; sono confezionate in pacchetti da 20 pezzi.
- Marlboro Fuse Beyond, sigarette contenenti due capsule al mentolo da premere in qualsiasi momento della fumata per modificarne il gusto; sono confezionate in pacchetti da 20 pezzi; la vendita in Italia è proibita dal 20 maggio 2020[5].

| Pacchetto                 | Catrame | Nicotina | Monossido di carbonio (CO) |
| Marlboro Red              | 10 mg   | 0,8 mg   | 10 mg                      |
| Marlboro 100's            | 10 mg   | 0,8 mg   | 10 mg                      |
| Marlboro Pocket Pack      | 9 mg    | 0,8 mg   | 9 mg                       |
| Marlboro Touch            | 9 mg    | 0,7 mg   | 10 mg                      |
| Marlboro Mix              | 8 mg    | 0,6 mg   | 9 mg                       |
| Marlboro Gold             | 8 mg    | 0,6 mg   | 9 mg                       |
| Marlboro Gold 100's       | 9 mg    | 0,7 mg   | 10 mg                      |
| Marlboro Gold Pocket Pack | 7 mg    | 0,5 mg   | 8 mg                       |
| Marlboro Regular          | 9 mg    | 0,7 mg   | 9 mg                       |
| Marlboro Gold Touch       | 7 mg    | 0,6 mg   | 7 mg                       |
| Marlboro Fuse Beyond      | 8 mg    | 0,6 mg   | 8 mg                       |
| Marlboro Silver Blue      | 4 mg    | 0,3 mg   | 5 mg                       |
| Marlboro Silver Touch     | 4 mg    | 0,4 mg   | 4 mg                       |
| Marlboro Advance Blue     | 8 mg    | 0,7 mg   | 8 mg                       |
| Marlboro Advance Touch    | 7 mg    | 0,6 mg   | 7 mg                       |
| Marlboro Platinum         | 1 mg    | 0,1 mg   | 2 mg                       |
| Marlboro White            | 1 mg    | 0,1 mg   | 2 mg                       |
| Marlboro Line Gold        | 7 mg    | 0,5 mg   | 6 mg                       |
| Marlboro Line Blue        | 4 mg    | 0,4 mg   | 3 mg                       |

### Marlboro Leaf
La linea di cigarillo "Marlboro Leaf" è stata introdotta a metà novembre 2016, a sostituzione dei pacchetti da 10 sigarette; sono disponibili nelle seguenti varianti:
- Marlboro Leaf, sigaretti con filtro; sono confezionati in pacchetti da 10 pezzi.
- Marlboro Leaf Beyond, sigaretti con filtro contenente una capsula ai frutti rossi da premere in qualsiasi momento della fumata per modificarne il gusto; sono confezionati in pacchetti da 10 pezzi.

### Trinciati per sigarette
Il tabacco sciolto da rollare è stato introdotto a metà marzo 2013; è disponibile nelle seguenti varianti:
- Marlboro (Red); è disponibile in buste da 30 grammi o barattoli da 70 grammi.
- Marlboro Gold, più leggero; è disponibile in buste da 30 grammi o barattoli da 70 grammi.
- Marlboro Gold Touch Rolling & Tubing; è confezionato in buste da 30 grammi.
- Marlboro Gold Volume Tobacco, tabacco espanso leggero; è confezionato in buste da 30 grammi.
- Marlboro Red Volume Tobacco, tabacco espanso; è confezionato in buste da 30 grammi.
- Marlboro Volume Tobacco, tabacco espanso; è confezionato in buste da 30 grammi.

### HEETS
Marlboro HeatSticks era una linea di stick di tabacco progettati per funzionare all'interno del riscaldatore di tabacco denominato IQOS. Sono sostituiti a partire dal 14 dicembre 2016 con i prodotti a marchio HEETS from Marlboro, che mantengono immutata la maggior parte delle caratteristiche dei prodotti originali.
I nuovi nomi sono Heets Amber (che corrisponde a Marlboro HeatSticks Blue), Heets Yellow (che corrisponde a Marlboro HeatSticks Silver), Heets Turquoise (che corrisponde a Marlboro HeatSticks White) e sono facilmente riconoscibili dai colori dei pacchetti, in particolare del lato superiore.
I prodotti HEETS sono confezionati in pacchetti da 10 pezzi o da 20 pezzi.

## Prodotti venduti all'estero

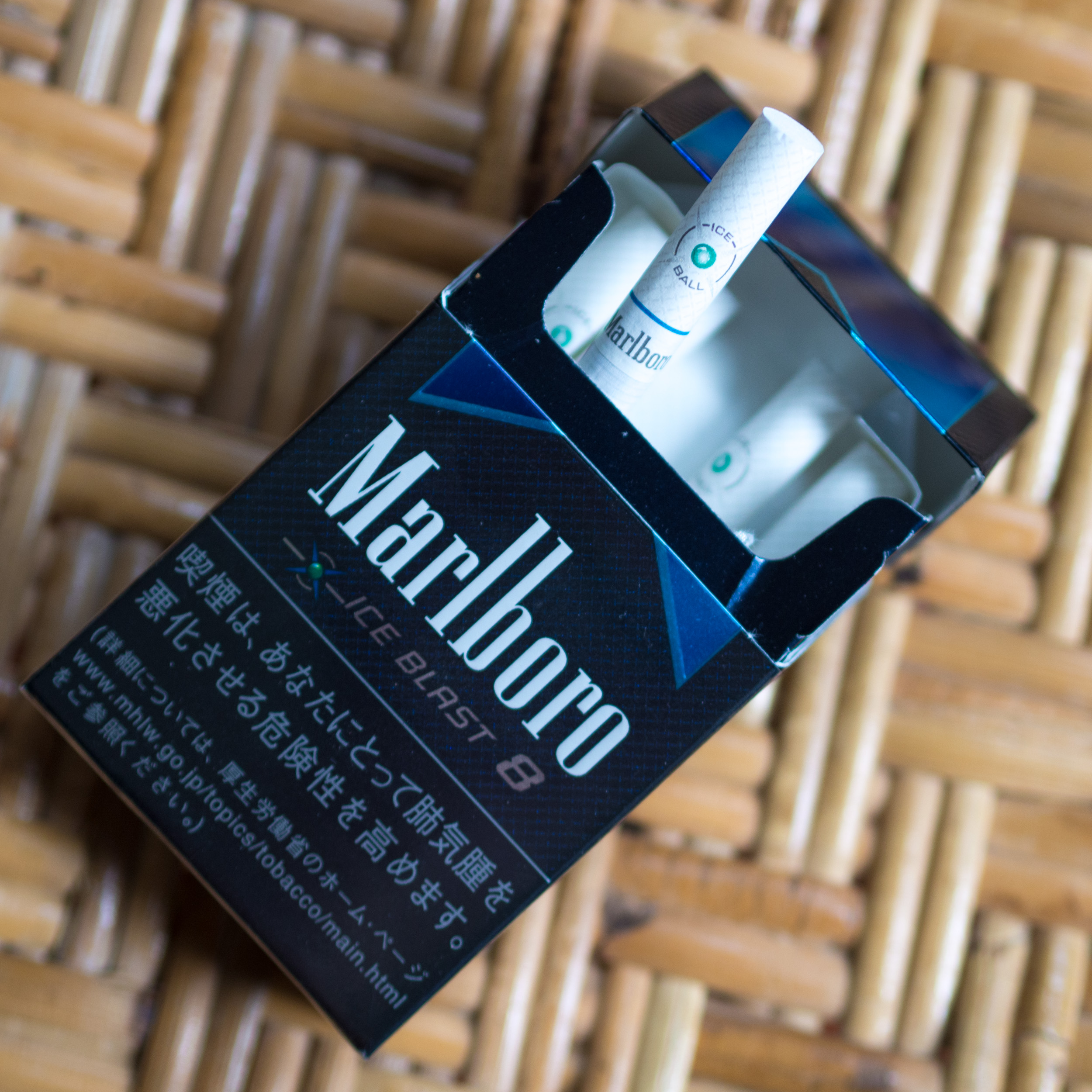
Un pacchetto di Marlboro Ice Blast in vendita in Giappone

Nel commercio internazionale si trovano diverse varianti:
- Rosse
- Intense
- Dark Red Mild
- Dark Green al mentolo
- Mentolo Light
- Mentolo Ultra Light
- Light (in Europa chiamate Gold a causa della legge che impedisce di usare termini come "light" e "mild" nei nomi di sigarette)
- Ultra Light (pacchetto Silver)
- Ultra Red (pacchetto Amaranto)

- Touch (sigarette di tipo solitamente Gold con circonferenza più piccola rispetto alle classiche. Presentano anche meno odore)
- Milds (chiamate Dark Blue)
- Filter Plus (pacchetto bianco con righe rosse venduto solo nei paesi dell'est Europa e in Corea del sud)
- Filter Plus One (come le precedenti ma con valori 1/0.1/1)
- No. 27 Blend (pacchetto bronzeo)
- No. 29 Blend (pacchetto bronzeo con righe azzurre)
- Virginia Blend (pacchetto argento metallico) sigarette dall'altissima qualità
- Black Menthol (in vendita solo in Giappone e Indonesia)
- Ice Mint
- Julio's (in vendita nell'America del Sud)
- Smooth
- Menthol Smooth
- Ice Blast (in vendita in Giappone)
- White, con valori 1/0.1/1, reperibili al duty free di Abu Dhabi
- Blend n.54 green (menthol)
- 72s: Rosse, Light e Ultra Light
- 72s Menthol: nella variante Green e Blue
- Marlboro Snus: Rich, Mild, Peppermint, Spearmint (vendute solo a Dallas, Indianapolis e in alcune basi militari americane)
- Marlboro MST (Moist Smokeless Tobacco): Original, Long Cut e Fine Cut, Wintergreen, Long Cut e Fine Cut (vendute solo ad Atlanta e in Alaska)
- Wides (pacchetto Metallic-Silver)
- Marlboro Blue Fresh (in vendita a Rodi e Ibiza, contengono una striscia di mentolo nel senso longitudinale del filtro)
- Marlboro 30 (pacchetto da 30 sigarette rosse, in vendita in Germania nel 2002)
- Marlboro Red Code: Pacchetto bianco con il triangolo piccolissimo in rosso e la scritta "red code" sempre in rosso. Simili alle Advance Touch anche come contenuti (vendute in Croazia e forse negli altri paesi dell'est europa)

## Abbigliamento
Esiste, inoltre, una linea di abiti venduta in tutto il mondo, Marlboro Classics (ora MCS), creata dalla Marzotto S.p.A. di Valdagno (Vicenza) nel 1986 presso lo stabilimento/copertificio di Trissino (VI).

## Sponsorizzazioni

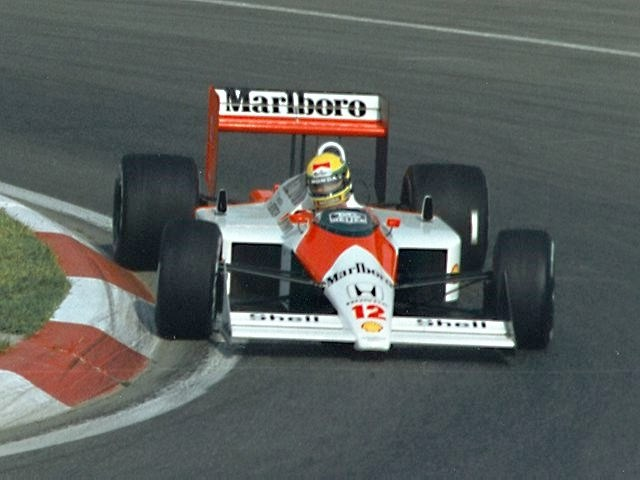
Ayrton Senna alla guida della McLaren MP4/4, sponsorizzata da Marlboro, nel 1988.

Incominciando nel 1972 e 1973 con la BRM e nel 1973 e 1974 con la ISO-Rivolta, dal 1974 al 1996 fu il title sponsor della scuderia McLaren di Formula 1, anche se molte altre squadre mostrarono la scritta Marlboro sulle proprie vetture come sponsor secondario. Tra il 1980 e il 1983 è stata sponsor dell'Alfa Romeo (nell'ultimo anno gestita dal team Euroracing). Dal 2005 ne è stata fortemente limitata la pubblicizzazione sulle livree (difatti la West nel luglio del 2005 abbandonò la scuderia Mclaren-Mercedes, seguita nel 2007 da Mild Seven che sponsorizzava la scuderia Renault F1 e dalla Lucky Strike che sponsorizzava la BAR Honda); nel 2007 rimase solo Marlboro con la Scuderia Ferrari, a causa delle restrittive leggi che in molti paesi vietano l'esibizione di marchi riconducibili al tabacco. Il contratto tra Ferrari e Marlboro è stato esteso fino al 2015, ma già a metà del 2010 la scuderia di Maranello non presentava più nel nome ufficiale della squadra la dicitura Marlboro. Il contratto con la Philip Morris è stato ulteriormente rinnovato anche se con lo scopo di promuovere altri prodotti al di fuori del tabacco.
Nel 1997 lasciò la McLaren per continuare con la Scuderia Ferrari, di cui era sponsor secondario dal 1984 e sponsor principale dal 1993. La F310B fu la prima vettura del cavallino a presentare il logo Marlboro, in grande, su sfondo bianco, richiamando il logo sui pacchetti di sigarette.
Nel motomondiale la Marlboro è stata principalmente sponsor del team ufficiale Yamaha tra gli anni '80 e '90 fino al 2002, con alcune parentesi in alcuni team privati che utilizzavano altre moto. Dal 2003 è diventata anche pubblicità della Ducati in Moto GP.
Precedentemente ha sponsorizzato scuderie in svariate discipline automobilistiche e motociclistiche quali la Indy Racing League e CART (con i team Patrick e Penske), la 24 Ore di Le Mans con il team ufficiale Toyota nel 1998 e il World Rally Car Championship per Toyota e Mitsubishi dal 1999 al 2001.

## Controversie

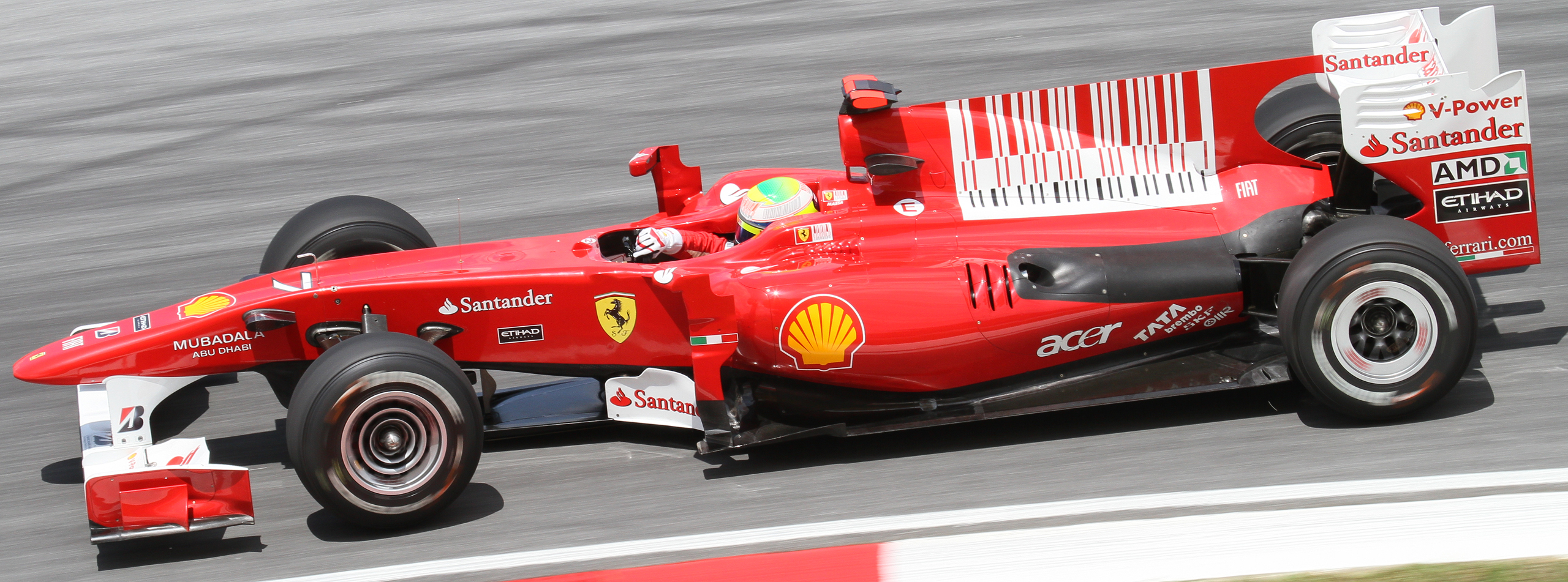
Ferrari F10 con la grafica codice a barre di Marlboro, per ovviare ai divieti sulle sponsorizzazioni di tabacco.

Nel 2010 vi furono accuse di pubblicità subliminale da parte di molti organi e mezzi di comunicazione verso la Scuderia Ferrari, dopo il divieto di sponsorizzazioni sportive da parte di marchi di tabacco: per ovviare il divieto, la monoposto Ferrari F10 sostitui al tradizionale marchio un codice a barre disegnato con grafica e colori che ricordavano le linee iconiche della Marlboro; il design fu modificato durante la stagione, eliminando il codice a barre. Le critiche sono state indirizzate anche verso il logo della scuderia presentato nel 2011.